# TPX2
TPX2‏ (TPX2, microtubule nucleation factor) هوَ بروتين يُشَفر بواسطة جين TPX2 في الإنسان.